# سيما ميلوفانوف
سيما ميلوفانوف (مواليد 10 أبريل 1923) هو لاعب كرة قدم. يلعب مع منتخب يوغوسلافيا لكرة القدم. سبق له أن لعب في كأس العالم لكرة القدم مع منتخب بلاده.

## روابط خارجية
- سيما ميلوفانوف على موقع قاعدة بيانات كرة القدم.إي يو (الإنجليزية)
- سيما ميلوفانوف على موقع ناشيونال فوتبول تيمز (الإنجليزية)